# Ludger Beerbaum
Ludger Beerbaum (ur. 26 sierpnia 1963 w Detmold) – niemiecki jeździec sportowy. Wielokrotny medalista olimpijski.
Sukcesy odnosi w konkurencji skoków przez przeszkody. Pierwszy medal olimpijski – złoty – wywalczył w 1988 w Seulu w drużynie. Na kolejnych trzech olimpiadach zdobywał złote krążki – w Barcelonie w konkursie indywidualnym, w Atlancie i Sydney w drużynie. W 2004 w Atenach drużyna niemiecka, z nim w składzie, również wywalczyła złoty medal, jednak okazało się, że koniowi Beerbauma podano niedozwolone środki i został zdyskwalifikowany, a Niemcy spadli na trzecie miejsce w klasyfikacji.
2 lipca 2023 ogłosił koniec swojej kariery sportowej.

## Starty olimpijskie
Seul 1988
- konkurs drużynowy (The Freak) – złoto[2]

Barcelona 1992
- konkurs indywidualny (Classic Touch) – złoto[2]

Atlanta 1996
- konkurs drużynowy (Ratina Z) – złoto[2]

Sydney 2000
- konkurs drużynowy (Goldfever 3) – złoto[2]

Ateny 2004
- zdobył złoto wraz z drużyną, ale został zdyskwalifikowany[1]

Rio 2016
- konkurs drużynowy (Casello) – brąz[1]